# اندرو کوربت
اندرو کوربت (انگلیسی: Andrew Corbett؛ زادهٔ ۲۰ فوریهٔ ۱۹۸۲) بازیکن فوتبال اهل بریتانیا است.
از باشگاه‌هایی که در آن بازی کرده‌است می‌توان به باشگاه فوتبال نانیتون تاون، باشگاه فوتبال برتون آلبیون، باشگاه فوتبال کیدرمینستر هاریرس، و باشگاه فوتبال هرفورد یونایتد اشاره کرد.